# Михайлівський собор (Переяслав)
Собор Михайла Архангела — православний храм у Переяславі-Руському, кафедральний собор Переяславської єпархії, який не зберігся. Один з найбільших давньоруських храмів домонгольського періоду.

## Історія
Храм побудований з ініціативи митрополита Переяславського Єфрема, який заклав також ряд інших переяславських храмів. Освячений у 1089 році. Собор перебував в південно-західній частині Переяславського дитинця і був усипальницею переяславських князів. Храм знаходився на єпископському дворі, поруч з ним були розташовані єпископський палац і Єпископські ворота. У 1124 році собор постраждав від землетрусу, але був відновлений. Новий землетрус завдав храму шкоди в 1230 році. Михайлівський собор був розграбований і зруйнований в 1239 році під час взяття Переяславля військами монгольського хана Батия. На частині фундаменту в 1646-1666 роках була побудована дерев'яна соборна церква Михайлівського монастиря. Залишки фундаменту, відкриті при розкопках в 1949 році, можна побачити в Музеї архітектури давньоруського Переяслава.

## Опис
Параметри Михайлівського собору, встановлені в ході розкопок, становили 27,6 м в ширину і 33 м в довжину. У плані він близький київському Софійського собору і всередині членувався колонами на п'ять поздовжніх частин — нефів. Стіни були прикрашені фресками і мозаїкою, а підлога була вимощена мозаїкою, шиферними плитами і різнокольоровими глазурованими плитками. Собор мав дві прибудови — перед центральним входом і у північно-східного кута.

## Галерея

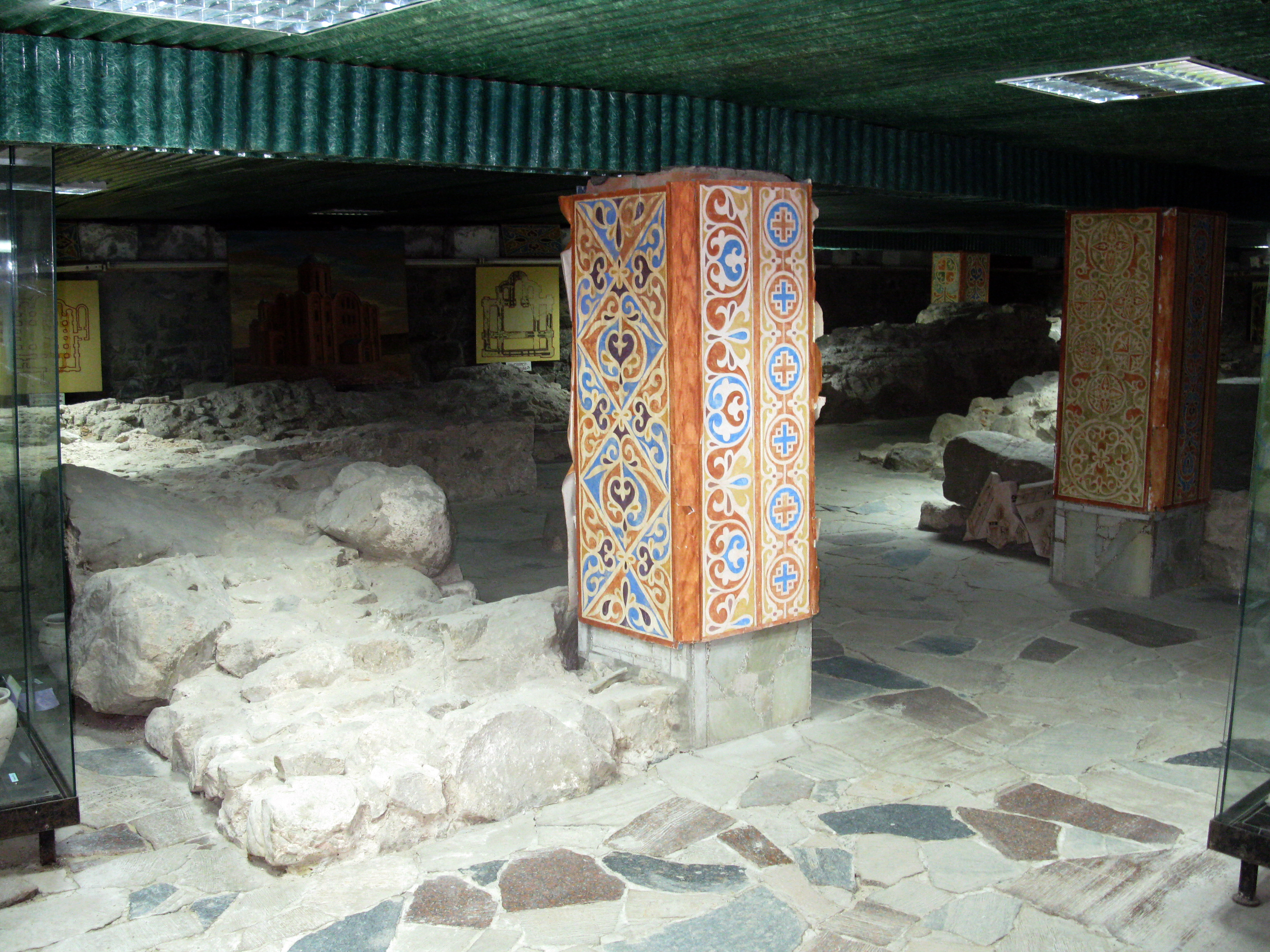
Залишки фундаменту
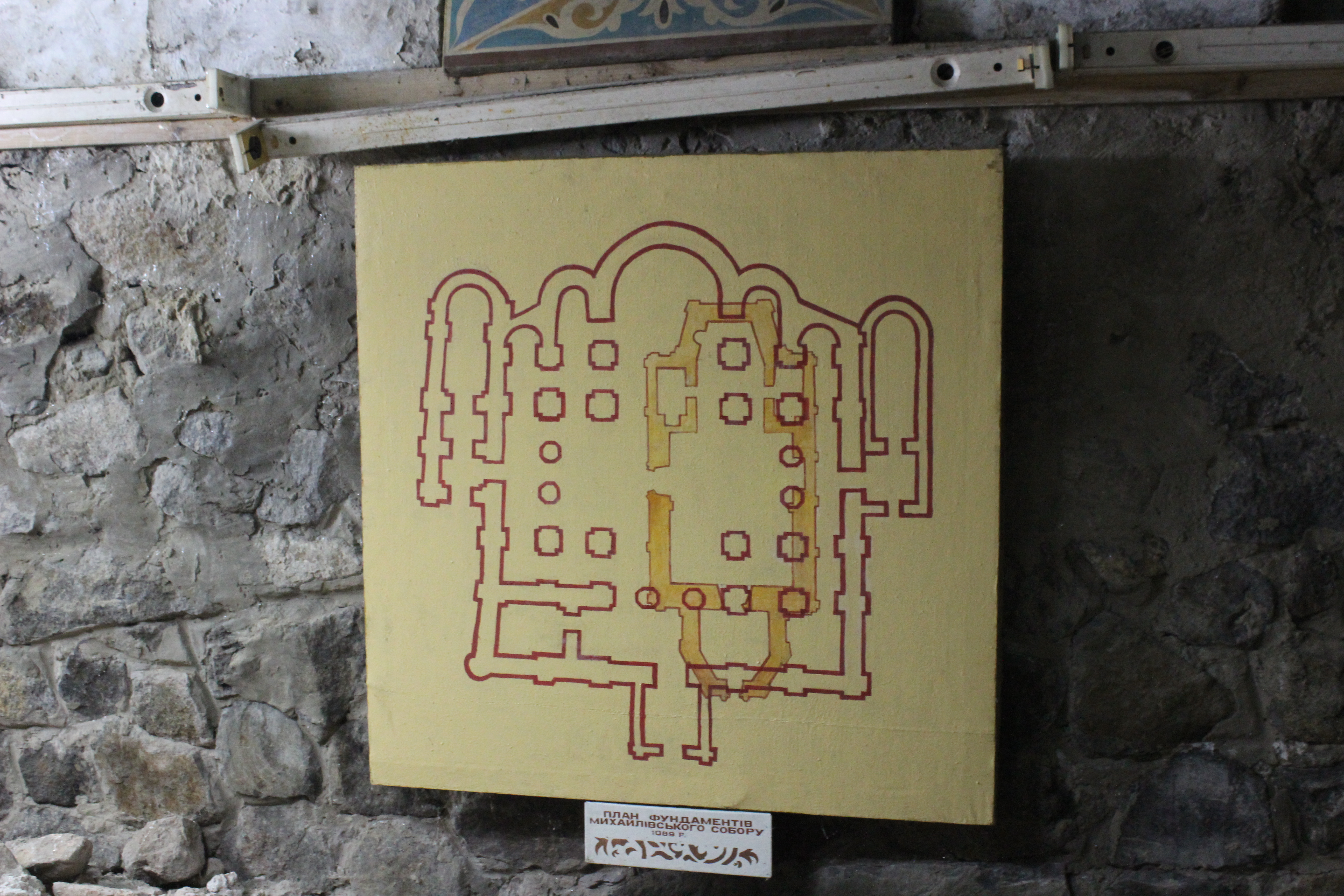
Схема будови
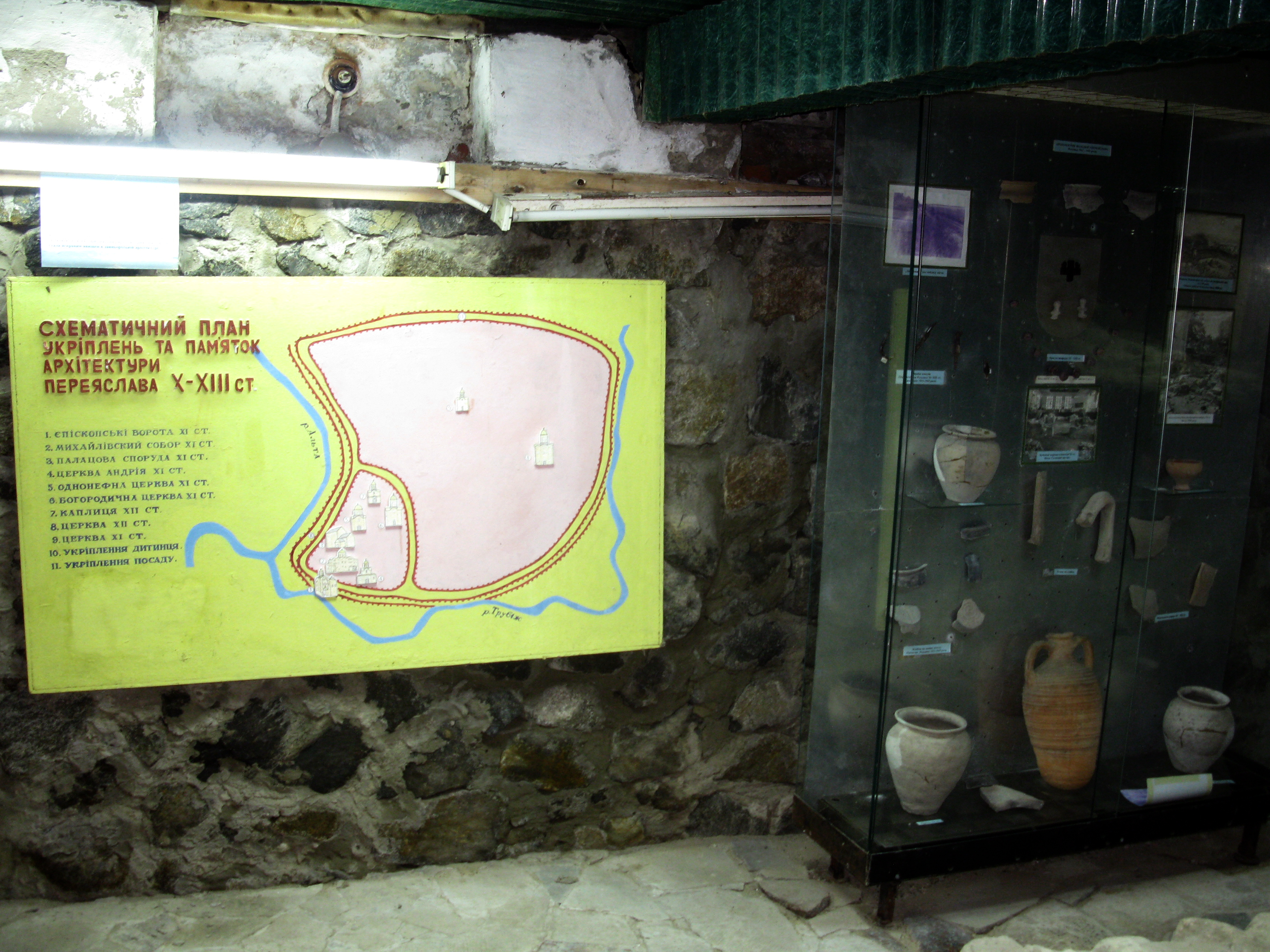
Розташування в дитинці